# Anuarite Nengapeta
Marie-Clémentine Anuarite Nengapeta, född 29 december 1939, död 1 december 1964, var en Kinshasa-kongolesisk nunna och jungfrumartyr. Hon tillhörde Heliga Familjens systrar i Bafwabaka. Hon dödades av en soldat under Kongokrisen, då hon motsatte sig våldtäkt. Anuarite Nengapeta saligförklarades av påve Johannes Paulus II år 1985 då han besökte Afrika. Anuarite Nengapeta var den första Bantu-kvinnan som saligförklarades.